# Cylisticus aprutianus
Cylisticus aprutianus är en kräftdjursart som beskrevs av Stefano Taiti och Manicastri 1980. Cylisticus aprutianus ingår i släktet Cylisticus och familjen Cylisticidae. Inga underarter finns listade i Catalogue of Life.